# Лонг, Кевин
Кевин Финбарр Лонг (англ. Kevin Finbarr Long; родился 18 августа 1990, Корк) — ирландский футболист, защитник клуба «Торонто» и сборной Ирландии.

## Клубная карьера
Уроженец Корка, Кевин начал футбольную карьеру в местном клубе «Корк Сити». В январе 2008 года подписал свой первый профессиональный контракт. В 2009 году помог команде выиграть молодёжный кубок Ирландии, Молодёжный кубок Манстера (Munster Youth Cup) и Кубок Ирландии по футзалу (FAI Futsal Cup). Вскоре после этого Лонг дебютировал в первой команде «Корк Сити» в игре против «Сент-Патрикс Атлетик», выйдя на замену. 19 июля 2009 года Кевин впервые вышел в стартовом составе «Корка» в товарищеском матче против «Ипсвич Таун», сыграв в центре обороны в паре с Дэном Мюрреем.
В ноябре 2009 года было объявлено, что 19-летний Кевин Лонг станет игроком английского клуба «Бернли». Им также интересовались «Престон Норт Энд», «Лидс Юнайтед», «Чарльтон Атлетик», «Эвертон» и «Селтик», однако в итоге Лонг подписал четырёхлетний контракт с «Бернли».
15 октября 2010 года Лонг отправился в аренду в клуб Футбольной лиги 2 «Аккрингтон Стэнли». Дебютировал за клуб 16 октября 2010 года в матче против «Ротерем Юнайтед», но уже на 17-й минуте был удалён за фол в своей штрафной площади против Адама Ле Фондра (который затем реализовал пенальти). После перелома ноги в игре с «Челтнем Таун» 18 января 2011 года вернулся в «Бернли» для прохождения реабилитации. Однако уже 31 января Лонг вернулся в «Аккрингтон Стэнли» на правах аренды до окончания сезона. Всего в сезоне 2010/11 провёл за «Аккрингтон Стэнли» 17 матчей.
В сезоне 2011/12 вновь выступал за «Аккрингтон Стэнли» на правах аренды. 8 октября 2011 года забил первый гол в своей профессиональной карьере в матче против «Плимут Аргайл». 5 ноября Лонг забил в ворота «Бристоль Роверс», 17 декабря — в ворота «Торки Юнайтед», а 2 января 2012 года — в ворота «Маклсфилд Таун».
27 января 2012 года Лонг перешёл в клуб Футбольной лиги 1 «Рочдейл». Провёл за команду 16 матчей в оставшейся части сезона 2011/12, по итогам которого команда заняла последнее 24-е место и выбыла в Футбольную лигу 2.
18 августа 2012 года Кевин перешёл в «Портсмут». В тот же день он дебютировал за клуб, выйдя в стартовом составе на матч против «Борнмута». Провёл за «помпи» только 6 матчей, так как получил травму спины в сентябре, после чего покинул команду.
4 января 2014 года забил свой первый гол за «Бернли» в матче Кубка Англии против «Саутгемптона».
1 января 2015 года Лонг дебютировал в Премьер-лиге, выйдя на замену в игре против «Ньюкасл Юнайтед». Он заменил травмированного Джейсона Шэкелла на 17-й минуте, но на 37-й минуте сам получил травму и был заменён Стивеном Ридом.
В ноябре 2015 года, восстановившись после травмы крестообразных связок колена, Лонг отправился в аренду в клуб Футбольной лиги 1 «Барнсли». В дебютном матче за «Барнсли» 21 ноября Кевин забил победный гол на 89-й минуте игры против «Олдем Атлетик». Три дня спустя в своей второй игре за клуб против «Питерборо Юнайтед» Лонг получил красную карточку. Всего провёл за «Барнсли» 13 матчей и забил 2 мяча.
24 марта 2016 года Лонг отправился в аренду в клуб Чемпионшипа «Милтон-Кинс Донс». В оставшейся части сезона сыграл в 2 матчах за клуб, который выбыл по итогам сезона в Футбольную лигу 1.
5 января 2023 года Лонг подписал контракт с «Бирмингем Сити» до конца сезона. За «синих» дебютировал 14 января 2023 года в матче против «Бристоль Сити». 17 января 2023 года в матче Кубка Англии против «Форест Грин Роверс» забил свой первый гол за «синих». 25 июня 2023 года подписал с клубом новый однолетний контракт с опцией продления ещё на один год.
20 февраля 2024 года Лонг перешёл в клуб MLS «Торонто», подписав контракт до конца сезона 2024 с опцией продления на сезон 2025. За канадский клуб дебютировал 25 февраля 2024 года в матче стартового тура сезона против «Цинциннати».

## Карьера в сборной
В мае 2017 года Кевин Лонг получил первый вызов в национальную сборную Ирландии. Дебютировал за сборную 1 июня 2017 года в игре против сборной Мексики на стадионе «Метлайф».

## Статистика выступлений

### Статистика выступлений за клубы
| Клуб                       | Сезон            | Лига                      | Лига | Лига | Кубок страны | Кубок страны | Кубок лиги | Кубок лиги | Прочие | Прочие | Итого | Итого |
| Клуб                       | Сезон            | Дивизион                  | Игры | Голы | Игры         | Голы         | Игры       | Голы       | Игры   | Голы   | Игры  | Голы  |
| -------------------------- | ---------------- | ------------------------- | ---- | ---- | ------------ | ------------ | ---------- | ---------- | ------ | ------ | ----- | ----- |
| Корк Сити                  | 2008             | Премьер-дивизион Ирландии | 0    | 0    | 0            | 0            | 0          | 0          | 0      | 0      | 0     | 0     |
| Корк Сити                  | 2009             | Премьер-дивизион Ирландии | 16   | 1    | 0            | 0            | 1          | 0          | 0      | 0      | 17    | 1     |
| Корк Сити                  | Итого            | Итого                     | 16   | 1    | 0            | 0            | 1          | 0          | 0      | 0      | 17    | 1     |
| Бернли                     | 2009/10          | Премьер-лига              | 0    | 0    | —            | —            | —          | —          | —      | —      | 0     | 0     |
| Бернли                     | 2010/11          | Чемпионшип                | 0    | 0    | —            | —            | 0          | 0          | —      | —      | 0     | 0     |
| Бернли                     | 2011/12          | Чемпионшип                | 0    | 0    | 0            | 0            | —          | —          | —      | —      | 0     | 0     |
| Бернли                     | 2012/13          | Чемпионшип                | 14   | 0    | 0            | 0            | 0          | 0          | —      | —      | 14    | 0     |
| Бернли                     | 2013/14          | Чемпионшип                | 7    | 0    | 1            | 1            | 3          | 0          | —      | —      | 11    | 1     |
| Бернли                     | 2014/15          | Премьер-лига              | 1    | 0    | 0            | 0            | 1          | 0          | —      | —      | 2     | 0     |
| Бернли                     | 2015/16          | Чемпионшип                | 0    | 0    | 0            | 0            | 0          | 0          | —      | —      | 0     | 0     |
| Бернли                     | 2016/17          | Премьер-лига              | 3    | 0    | 0            | 0            | 1          | 0          | —      | —      | 4     | 0     |
| Бернли                     | 2017/18          | Премьер-лига              | 16   | 1    | 1            | 0            | 2          | 0          | —      | —      | 19    | 1     |
| Бернли                     | Итого            | Итого                     | 41   | 1    | 2            | 1            | 7          | 0          | —      | —      | 50    | 2     |
| Аккрингтон Стэнли (аренда) | 2010/11          | Лига 2                    | 15   | 0    | 2            | 0            | —          | —          | —      | —      | 17    | 0     |
| Аккрингтон Стэнли (аренда) | 2011/12          | Лига 2                    | 24   | 4    | 0            | 0            | 1          | 0          | 1      | 0      | 26    | 4     |
| Аккрингтон Стэнли (аренда) | Итого            | Итого                     | 39   | 4    | 2            | 0            | 1          | 0          | 1      | 0      | 43    | 4     |
| Рочдейл (аренда)           | 2011/12          | Лига 1                    | 16   | 0    | —            | —            | —          | —          | —      | —      | 16    | 0     |
| Портсмут (аренда)          | 2012/13          | Лига 1                    | 5    | 0    | —            | —            | —          | —          | 1      | 0      | 6     | 0     |
| Барнсли (аренда)           | 2015/16          | Лига 1                    | 11   | 2    | —            | —            | —          | —          | 2      | 0      | 13    | 2     |
| МК Донс (аренда)           | 2015/16          | Чемпионшип                | 2    | 0    | —            | —            | —          | —          | —      | —      | 2     | 0     |
| Всего за карьеру           | Всего за карьеру | Всего за карьеру          | 130  | 8    | 4            | 1            | 9          | 0          | 4      | 0      | 147   | 9     |

1. 1 2 3  Матч(и) в рамках Трофея Футбольной лиги.

### Статистика выступлений за сборную
| Команда  | Год   | Игры | Голы |
| -------- | ----- | ---- | ---- |
| Ирландия | 2017  | 4    | 0    |
| Ирландия | 2018  | 1    | 0    |
| Итого    | Итого | 5    | 0    |